# Дарваївські водоспади
Дарва́ївські водоспади  — абсолютна дика та невідома широкому загалу група водоспадів в Українських Карпатах (масив Сколівські Бескиди) на території Вигодської громади Калуського району Івано-Франківської області, на захід від села Кропивник. Водоспади розташовані на потоці Путна, права притока річки Лужанка (Витвиця) (басейн Свічі), у підніжжі Дарваївських скель, на північно-східному схилі хребта Люта, за 2-2,5 км від центральної дороги села. Загальна довжина потоку, на якому розташовані водоспади, складає близько 400 м. Їхня висота — від 1,5 до 5 м.
Водоспади утворилися серед масивних, місцями прямовисних, брил твердого пісковику з обваленими схилами, що сильно перешкоджає спуску до водоспадів. Особливо мальовничі після рясних дощів або під час танення снігу.
Водоспади важкодоступні та маловідомі.

## Етимологія назви
Назва утворена від Дарваївських скель, підніжжям яких протікає р. Путна, утворюючи групу водоспадів.

## Світлини та відео

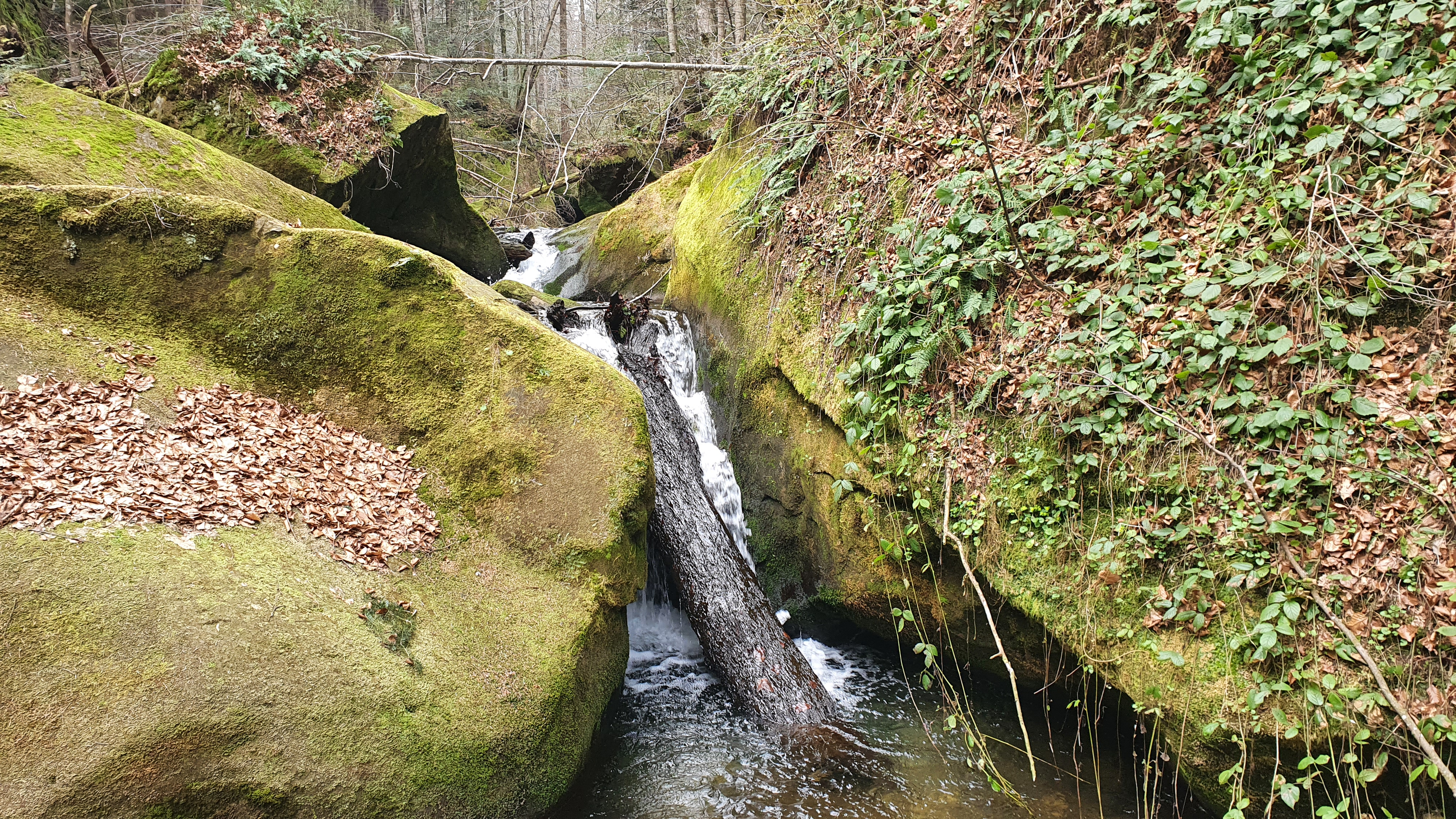
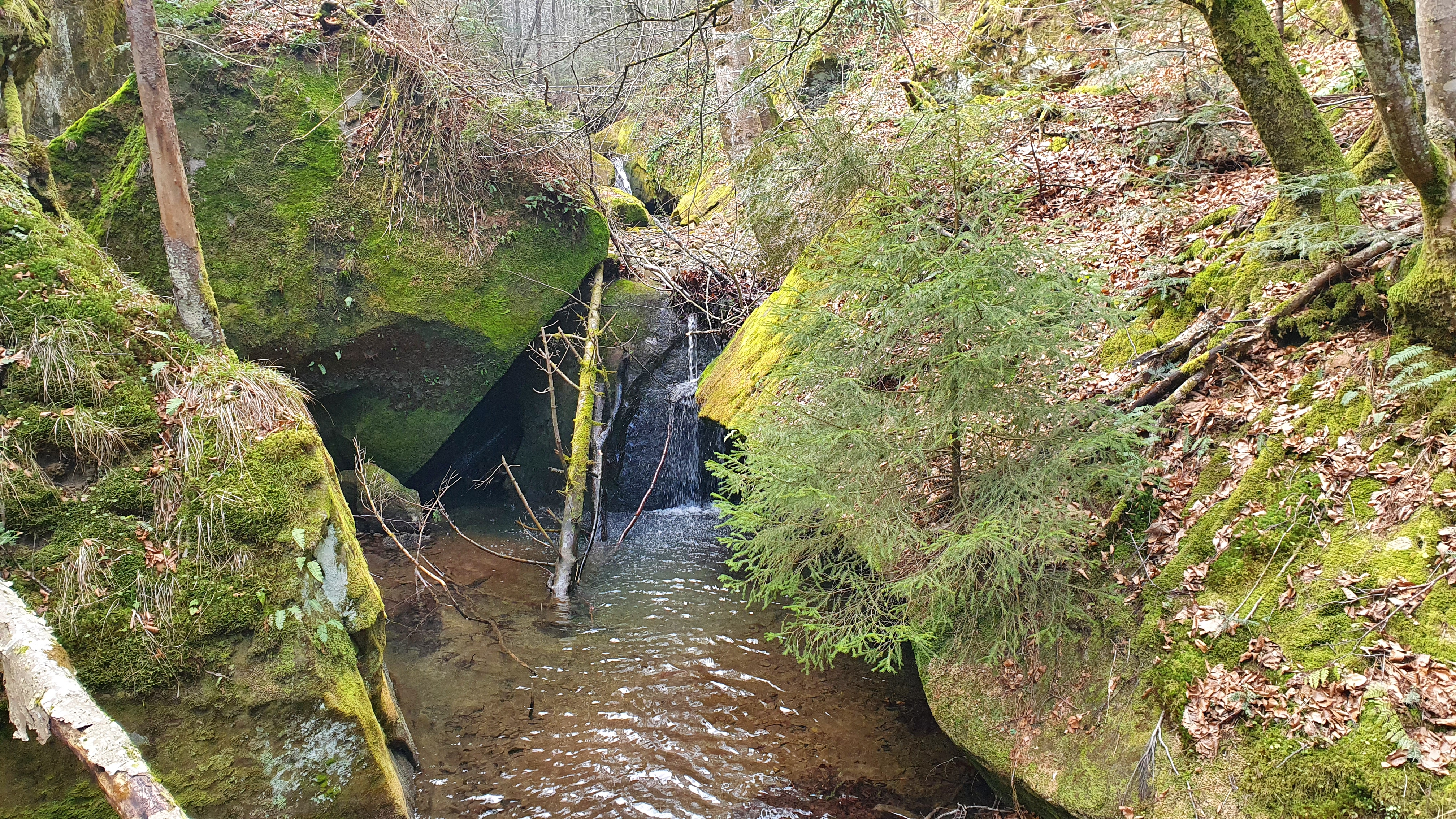
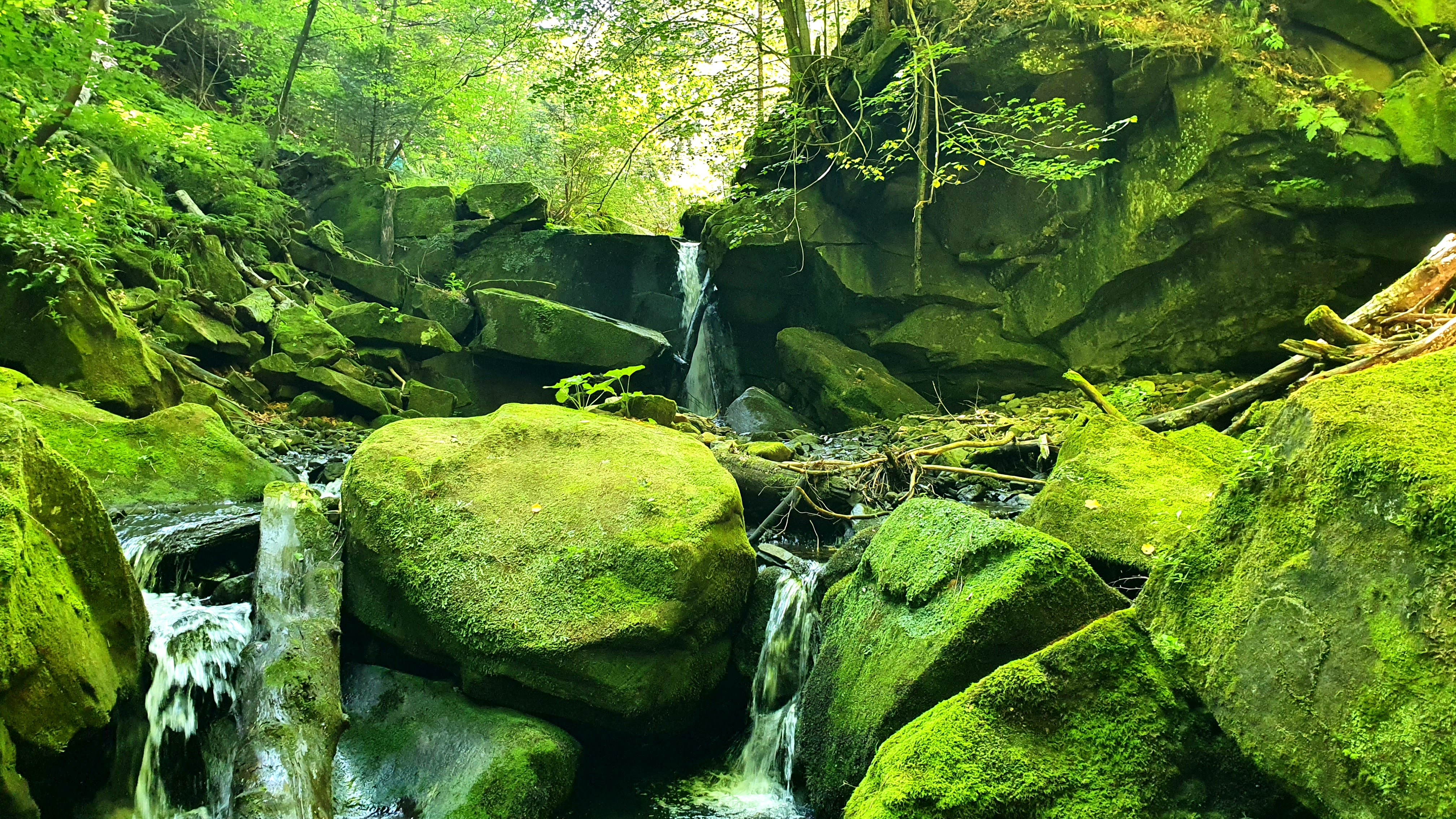
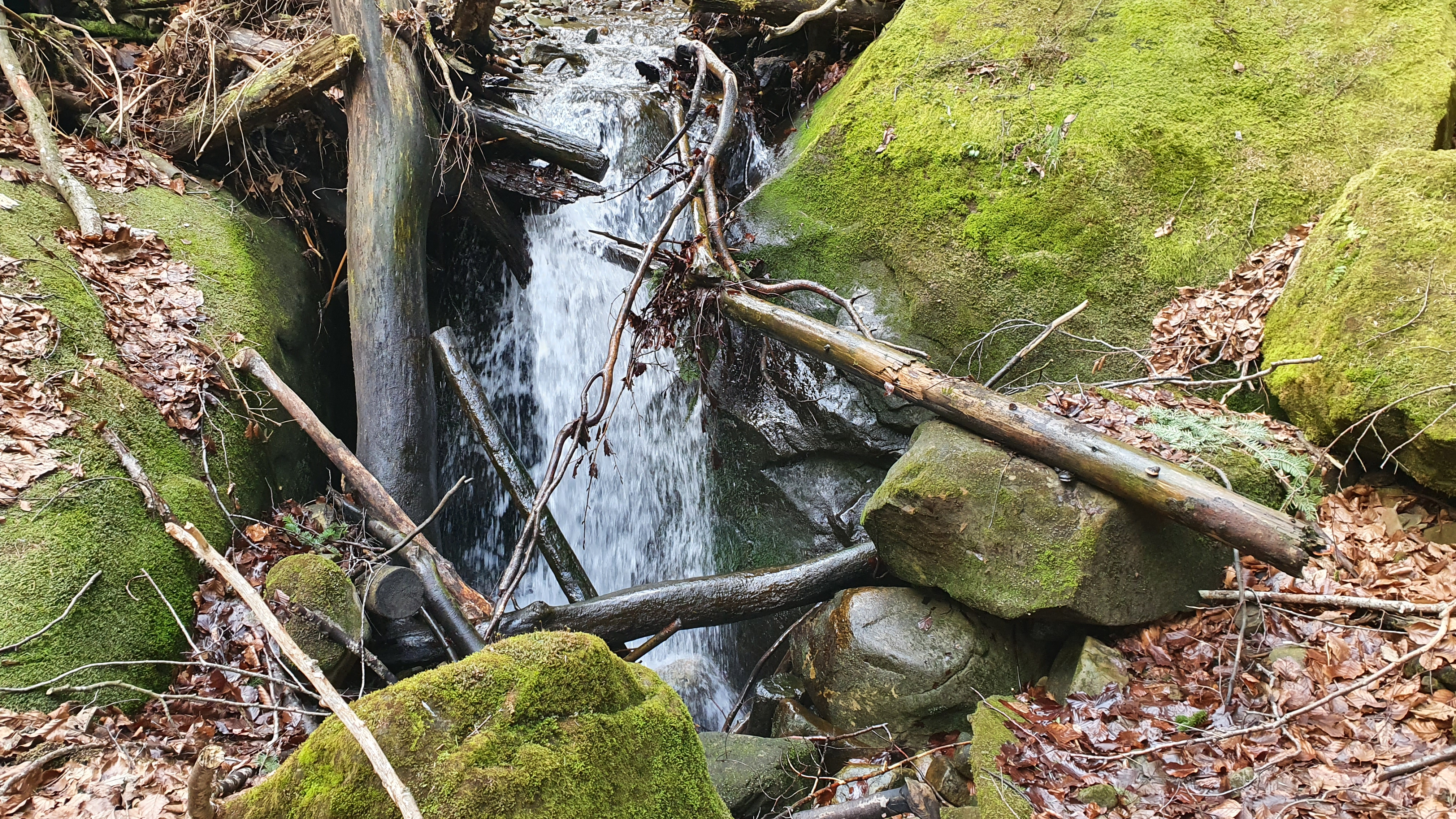
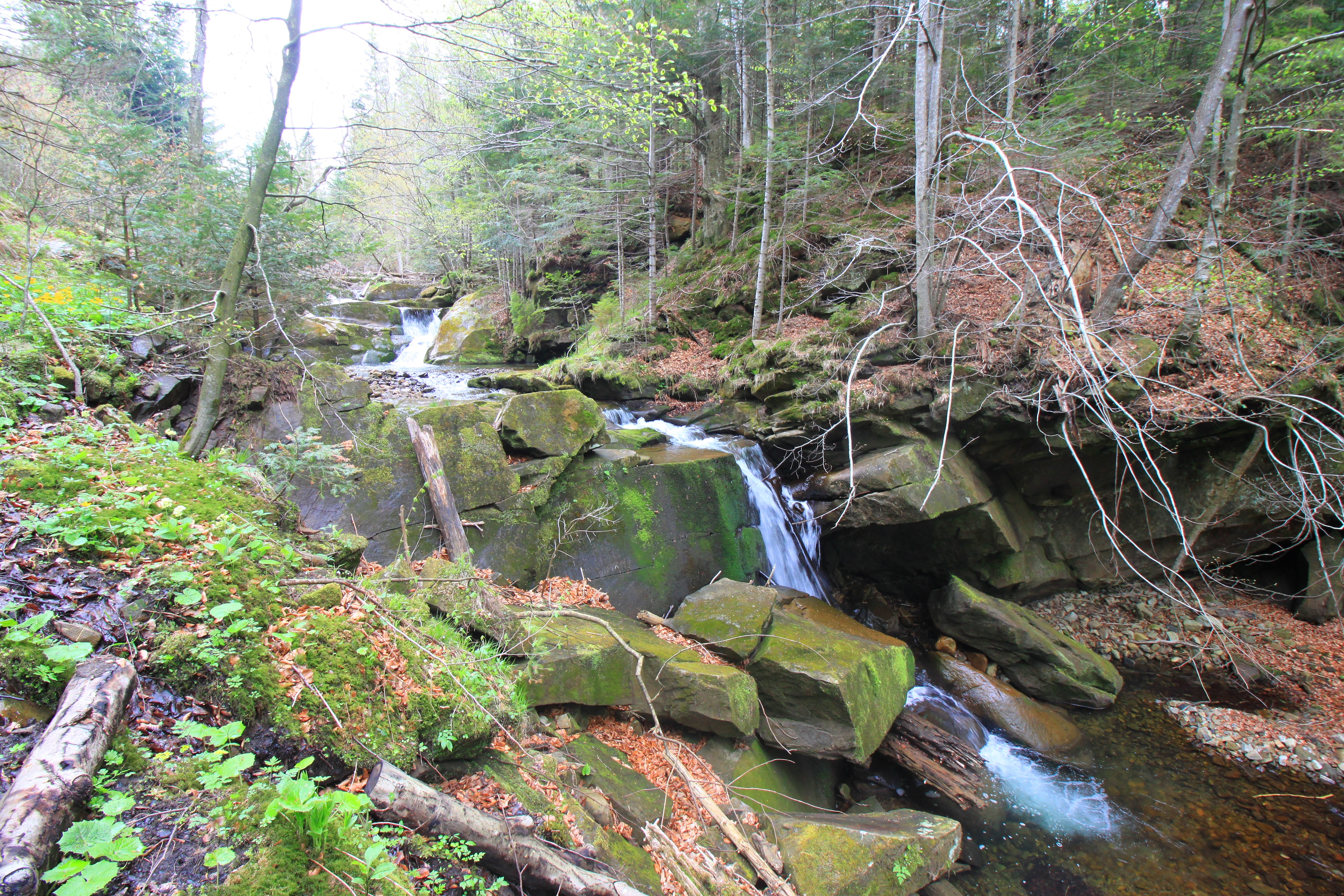
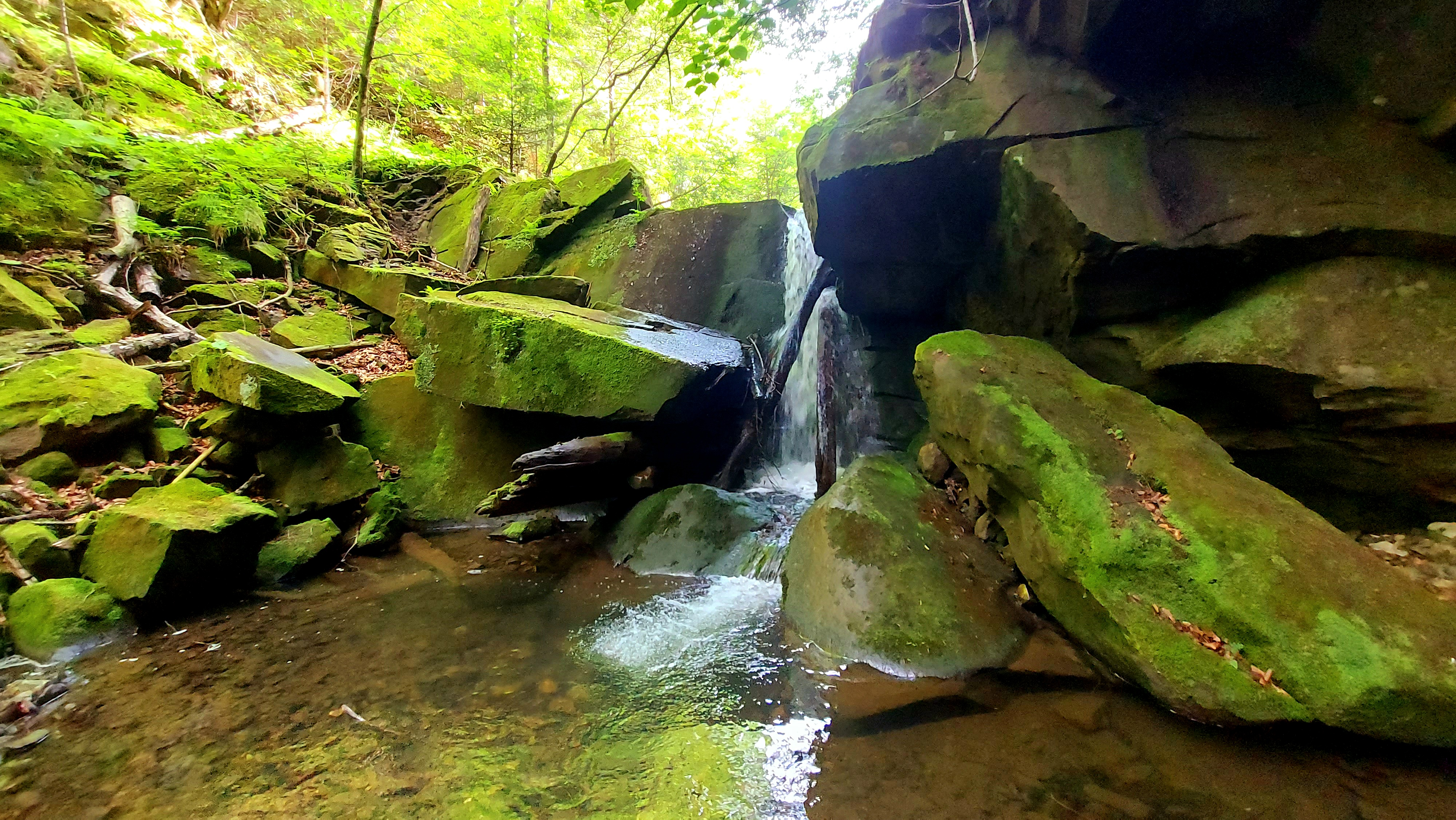
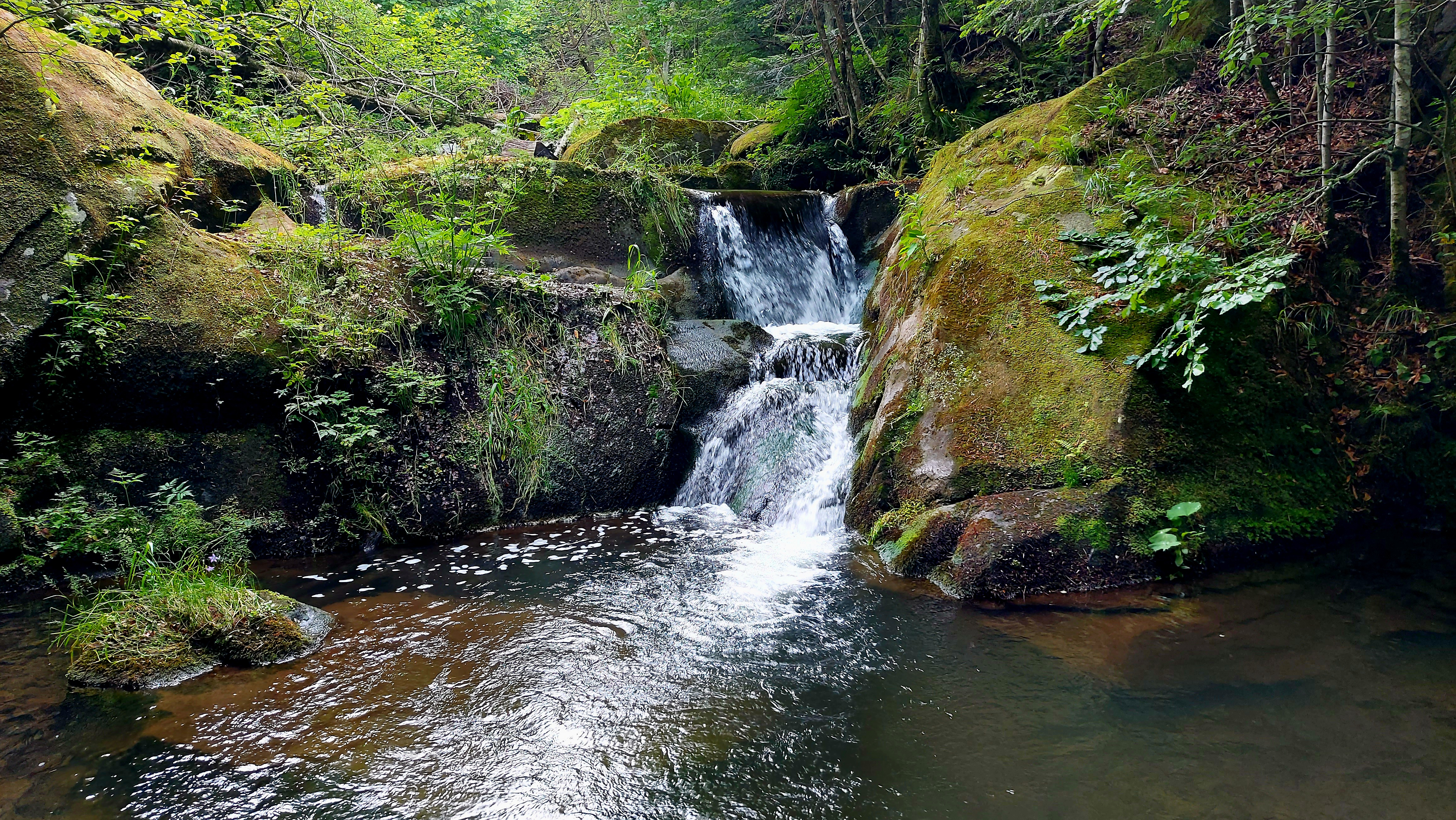
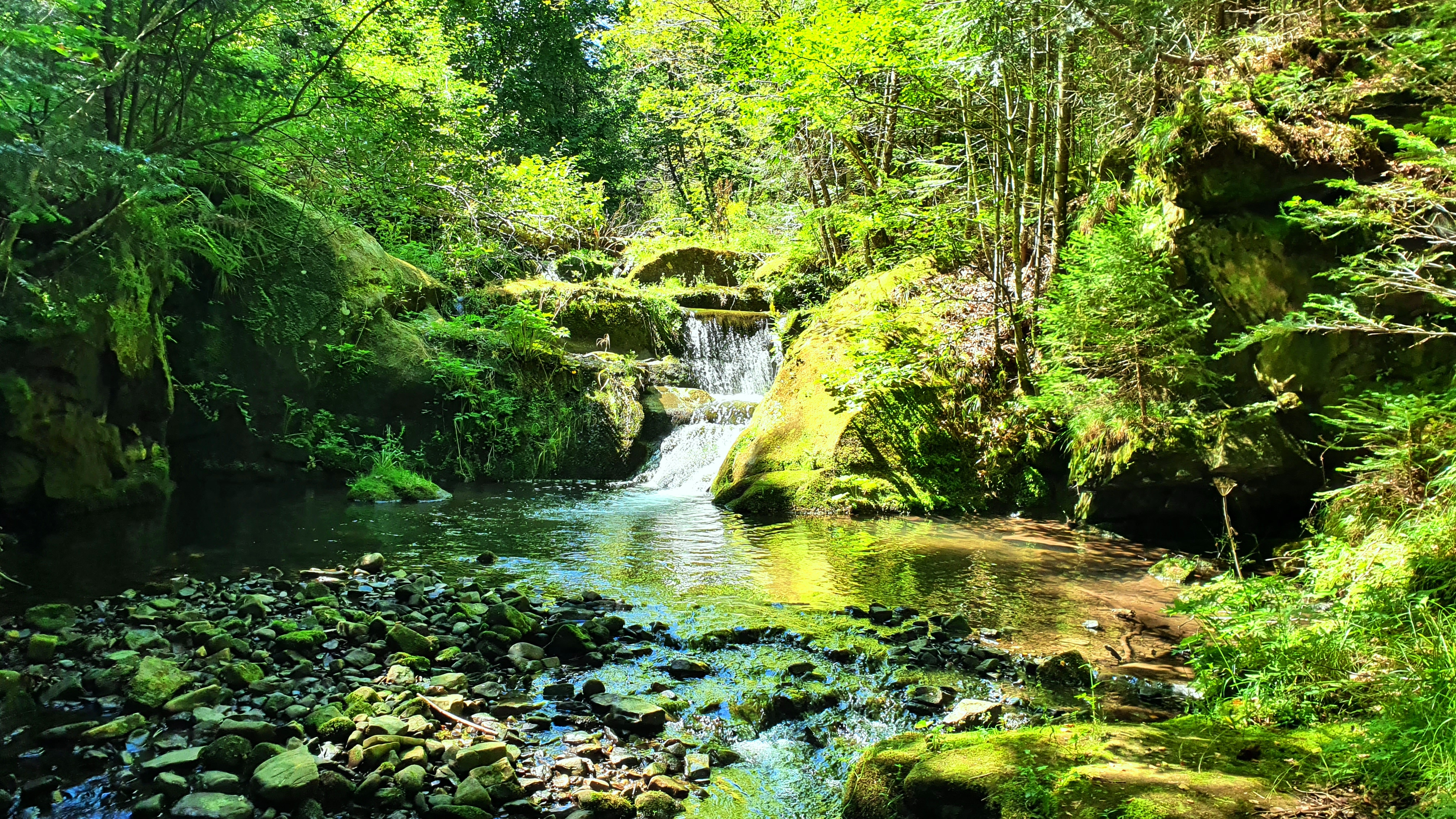